# Brabazon Point
Der Brabazon Point ist eine Landspitze an der Danco-Küste des Grahamlands auf der Antarktischen Halbinsel. In der Hughes Bay markiert er die Ostseite der Einfahrt zur Salvesen Cove.
Teilnehmer der Belgica-Expedition (1897–1899) des belgischen Polarforschers Adrien de Gerlache de Gomery kartierten sie erstmals, nahmen jedoch keine Benennung vor. Das UK Antarctic Place-Names Committee benannte sie 1960 nach dem britischen Flugpionier John Moore-Brabazon, 1. Baron Brabazon of Tara (1884–1964), der im April 1909 als erster Brite ein Flugzeug flog und im Ersten Weltkrieg die Abteilung für Luftaufnahmen des Royal Flying Corps leitete.